# Bandiera della Polinesia Francese
La bandiera della Polinesia francese è stata adottata il 4 dicembre 1984. Essa è composta di tre bande orizzontali: le due bande esterne sono di colore rosso mentre quella interna, che è di dimensione doppia rispetto a quelle rosse, è di colore bianco con lo stemma della Polinesia Francese nel mezzo. Il disegno della bandiera è ispirato a quello della vecchia bandiera del Regno di Tahiti.

## Galleria d'immagini

La bandiera della Francia, bandiera co-ufficiale
La bandiera del regno di Tahiti